# Stan Darling
Pour les articles homonymes, voir Darling.
Stan Darling (16 juillet 1911-11 avril 2004) est un homme politique canadien de l'Ontario. Il est député fédéral progressiste-conservateur de la circonscription ontarienne de Parry Sound—Muskoka de 1972 à 1993.

## Biographie
Né à Callander (en) en Ontario, Darling s'installe à Burk's Falls (en) et fonde la Stan Darling Insurance Inc. en 1938. Élu au conseil municipal de Burk's Falls en 1942, il y siège comme conseiller pendant 4 ans et comme préfet (reeve) pendant 26 ans.
Candidat défait en 1953, il est élu en 1972. Il est réélu à cinq reprises en 1974, 1979, 1980, 1984 et 1988.
Ses mémoires, The Darling diaries: Memoirs of a Political Career, sont écrites par Beth Stanley et publiée en 1995 (Dundurn Press,  (ISBN 1-55002-253-9)).
En 2000, il reçoit le Prix du service distingué de l'Association canadienne des anciens parlementaires (en), prix remis à un ancien parlementaire qui a apporté une contribution exceptionnelle au pays et à ses institutions démocratiques.